# 9535 Plitchenko
A 9535 Plitchenko (ideiglenes jelöléssel 1981 UO11) a Naprendszer kisbolygóövében található aszteroida. Nyikolaj Sztyepanovics Csernih fedezte fel 1981. október 22-én.